# The Guess Who
The Guess Who (рус. Гесс ху; дословно — Угадайте, кто) — первая звёздная канадская рок-группа, образовавшаяся в 1962 году в Виннипеге и оставшаяся в истории благодаря хиту «American Woman» (1970), первому канадскому синглу, возглавившему американские чарты.

## История группы
Создатели коллектива Чад Аллан и Рэнди Бэкмен были участниками Chad Allan and the Expressions, группы, которая неожиданно стала известной в 1965 году, когда выпущенная ею кавер-версия «Shakin' All Over» Johnny Kidd and the Pirates стала хитом в Канаде и вошла в американский Top 40. После того, как Expressions записали альбом под своим именем, лейбл Quality в шутку выпустил его с надписью: «Guess Who?» («Угадай кто») на обложке, надеясь с помощью этой мистификации заставить покупателя поверить, что пластинка принадлежит некой известной группе, решившей записаться инкогнито.
В 1970 году The Guess Who стали первой канадской группой, достигшей вершины американского чарта продаж — Billboard Hot 100. По иронии судьбы, такой успех выпал на долю антивоенной (и антиамериканской, как многим в тот момент показалось) песни «American Woman» (по словам Рэнди Бэкмена, под «Американской женщиной» подразумевалась Статуя Свободы). В 1970 году The Guess Who были приглашены в Белый Дом Ричардом Никсоном, но жена президента лично попросила группу не исполнять «American Woman».
Один из музыкальных критиков заметил, что канадский вокалист звучит в этой песне словно Джим Моррисон после затяжного кутежа и нескольких выкуренных пачек сигарет.
Вскоре после этого группу покинул гитарист Рэнди Бэкмен (впоследствии — основатель успешной супергруппы Bachman-Turner Overdrive): он обратился в мормонизм и счёл рок-н-ролльный стиль жизни несоответствующим своим религиозным убеждениям. За ним последовали и другие участники, так что в 1975 году The Guess Who перестала существовать.

## Guess Who в кинематографе
- Песня «Shakin' All Over» вошла в саундтрек к фильму «Factory Girl» (в российском прокате — «Я соблазнила Энди Уорхола») и стала одной из заглавных: под неё танцует на знаменитой «Фабрике» муза Энди Уорхола Эди Седжвик.
- Песня «American Woman» звучит в фильме «Красота по-американски». Главный герой Лестер Бёрнэм (Кевин Спейси) слушает её в автомобиле и энергично подпевает сразу после того как он ушел с работы и начал «новую жизнь».
- Песня «No Time» звучит в фильме «Пираты Силиконовой долины», когда Стив Джобс искал инвестиции в банках, после того как представители Hewlett-Packard сочли идею персональных компьютеров бессмысленной.

## Дискография
Студийные альбомы:
- Shakin' All Over (1965)
- Hey Ho (What You Do to Me!) (1965)
- It's Time (1966)
- Wheatfield Soul (1969)
- Canned Wheat (1969)
- American Woman (1970)
- Share the Land (1970)
- So Long, Bannatyne (1971)
- Rockin' (1972)
- Artificial Paradise (1973)
- #10 (1973)
- Road Food (1974)
- Flavours (1974)
- Power in the Music (1975)
- The Way They Were (1976)
- Guess Who's Back (1978)
- All This for a Song (1979)
- Now and Not Then (1981)
- Lonely One (1995)